# 120
Năm 120 là một năm trong lịch Julius. 